# Gouden Spike
Il Gouden Spike (trad. scarpa chiodata d'oro) è il più importante premio dell'atletica leggera assegnato in Belgio. L'onorificenza viene attribuita dal 1989 al miglior atleta maschio e femmina ed ai migliori talenti giovani maschio e femmina dell'anno.

## Premiati
| Anno | Atleta Maschio                                    | Atleta Femmina                                    | Talento (Maschio)                                 | Talento (Femmina)                                 |
| ---- | ------------------------------------------------- | ------------------------------------------------- | ------------------------------------------------- | ------------------------------------------------- |
| 1954 | Lucien De Muynck                                  | Non attribuito                                    | Non attribuito                                    | Non attribuito                                    |
| 1955 | Walter Herssens                                   | Non attribuito                                    | Non attribuito                                    | Non attribuito                                    |
| 1956 | Roger Moens                                       | Non attribuito                                    | Non attribuito                                    | Non attribuito                                    |
| 1957 | Henri Haest                                       | Non attribuito                                    | Non attribuito                                    | Non attribuito                                    |
| 1958 | Roger Verheuen                                    | Non attribuito                                    | Non attribuito                                    | Non attribuito                                    |
| 1959 | Edouard Szostak                                   | Non attribuito                                    | Non attribuito                                    | Non attribuito                                    |
| 1960 | Gaston Roelants                                   | Non attribuito                                    | Non attribuito                                    | Non attribuito                                    |
| 1961 | Georges Salmon                                    | Non attribuito                                    | Non attribuito                                    | Non attribuito                                    |
| 1962 | Aureel Vandendriessche                            | Non attribuito                                    | Non attribuito                                    | Non attribuito                                    |
| 1963 | Paul Coppejans                                    | Non attribuito                                    | Non attribuito                                    | Non attribuito                                    |
| 1964 | Eugene Allonsius                                  | Non attribuito                                    | Non attribuito                                    | Non attribuito                                    |
| 1965 | Leo Mariën                                        | Non attribuito                                    | Non attribuito                                    | Non attribuito                                    |
| 1966 | André Dehertoghe                                  | Non attribuito                                    | Non attribuito                                    | Non attribuito                                    |
| 1967 | Roger Lespagnard                                  | Non attribuito                                    | Non attribuito                                    | Non attribuito                                    |
| 1968 | Willy Polleunis                                   | Non attribuito                                    | Non attribuito                                    | Non attribuito                                    |
| 1969 | Philippe Housiaux                                 | Non attribuito                                    | Non attribuito                                    | Non attribuito                                    |
| 1970 | Miel Puttemans                                    | Non attribuito                                    | Non attribuito                                    | Non attribuito                                    |
| 1971 | Freddy Herbrand                                   | Non attribuito                                    | Non attribuito                                    | Non attribuito                                    |
| 1972 | Karel Lismont                                     | Non attribuito                                    | Non attribuito                                    | Non attribuito                                    |
| 1973 | Régis Ghesquière                                  | Non attribuito                                    | Non attribuito                                    | Non attribuito                                    |
| 1974 | Marc Smet                                         | Sonja Castelein                                   | Non attribuito                                    | Non attribuito                                    |
| 1975 | Bruno Brokken                                     | Hilde Van Dyck                                    | Non attribuito                                    | Non attribuito                                    |
| 1976 | Ivo Van Damme                                     | Bernadette Van Roy                                | Non attribuito                                    | Non attribuito                                    |
| 1977 | Patrick Desruelles & Elie Van Vlierberghe         | Anne-Marie Pira                                   | Non attribuito                                    | Non attribuito                                    |
| 1978 | Fons Brydenbach                                   | Lea Alaerts                                       | Non attribuito                                    | Non attribuito                                    |
| 1979 | Ronald Desruelles                                 | Chris Soetewey                                    | Non attribuito                                    | Non attribuito                                    |
| 1980 | Leon Schots                                       | Magda Ilands                                      | Non attribuito                                    | Non attribuito                                    |
| 1981 | Eddy Annys                                        | Françoise Van Poelvoorde                          | Non attribuito                                    | Non attribuito                                    |
| 1982 | Alex Hagelsteens                                  | Anne Michel                                       | Non attribuito                                    | Non attribuito                                    |
| 1983 | Jean-Marc Jacques & Jan Van Hocht                 | Chris Van Landschoot                              | Non attribuito                                    | Non attribuito                                    |
| 1984 | William Van Dijck                                 | Marie-Christine Deurbroeck                        | Non attribuito                                    | Non attribuito                                    |
| 1985 | Marc Borra                                        | Jacqueline Hautenauve                             | Non attribuito                                    | Non attribuito                                    |
| 1986 | Vincent Rousseau                                  | Lieve Slegers                                     | Non attribuito                                    | Non attribuito                                    |
| 1987 | Didier Falise                                     | Hilde Vervaet                                     | Non attribuito                                    | Non attribuito                                    |
| 1988 | William Van Dijck                                 | Sylvia Dethier                                    | Patrick Stevens                                   | Ann Maenhout                                      |
| 1989 | Godfried Dejonckheere                             | Véronique Collard                                 | Gino Van Geyte                                    | Anneke Matthijs                                   |
| 1990 | Patrick Stevens                                   | Lieve Slegers                                     | Stefaan Allemeersch                               | Sandrine Hennart                                  |
| 1991 | Godfried Dejonckheere                             | Sylvia Dethier                                    | Yassin Guellet                                    | Anja Smolders                                     |
| 1992 | William Van Dijck                                 | Lieve Slegers                                     | Benjamin Leroy                                    | Sabrina De Leeuw                                  |
| 1993 | Vincent Rousseau                                  | Sabrina De Leeuw                                  | Nathan Kahan                                      | Kathleen Van Hove                                 |
| 1994 | Vincent Rousseau                                  | Lieve Slegers                                     | Erik Nijs                                         | Annelies Demeester                                |
| 1995 | Patrick Stevens                                   | Lieve Slegers                                     | Sven Pieters                                      | Kim Gevaert                                       |
| 1996 | Patrick Stevens                                   | Ann Mercken                                       | Kjell Provost                                     | Cindy Stas                                        |
| 1997 | Mohammed Mourhit                                  | Marleen Renders                                   | Ben Quintelier                                    | Ludivine Michel                                   |
| 1998 | Jonathan N'Senga                                  | Marleen Renders                                   | Johan Kloek                                       | Catherine Lallemand                               |
| 1999 | Mohammed Mourhit                                  | Marleen Renders                                   | Thibaut Duval & Hans Janssens                     | Veerle Dejaeghere                                 |
| 2000 | Mohammed Mourhit                                  | Veerle Dejaeghere                                 | Matthieu Van Diest                                | Mieke Geens                                       |
| 2001 | Mohammed Mourhit                                  | Kim Gevaert                                       | Kevin Rans                                        | Sigrid Vanden Bempt                               |
| 2002 | Cédric Van Branteghem                             | Kim Gevaert                                       | Michael Velter                                    | Elfje Willemsen                                   |
| 2003 | Cédric Van Branteghem                             | Kim Gevaert                                       | Xavier De Baerdemaeker                            | Olivia Borlée                                     |
| 2004 | Joeri Jansen                                      | Kim Gevaert                                       | Pieter Desmet                                     | Lien Huyghebaert                                  |
| 2005 | François Gourmet                                  | Kim Gevaert                                       | Frédéric Xhonneux                                 | Eline Berings                                     |
| 2006 | Kristof Beyens                                    | Tia Hellebaut                                     | Jonathan Borlée                                   | Annelies Peetroons                                |
| 2007 | Hans Van Alphen                                   | Kim Gevaert                                       | Adrien Deghelt                                    | Anne Zagré                                        |
| 2008 | Kévin Borlée                                      | Tia Hellebaut                                     | Kévin Borlée                                      | Hannelore Desmet                                  |
| 2009 | Jonathan Borlée                                   | Eline Berings                                     | Jeroen D'hoedt & Thomas Van Der Plaetsen          | Lindsey De Grande                                 |
| 2010 | Kévin Borlée                                      | Svetlana Bol'šakova                               | Julien Watrin                                     | Hanne Van Hessche                                 |
| 2011 | Kévin Borlée                                      | Élodie Ouédraogo                                  | Stef Vanhaeren                                    | Marjolein Lindemans                               |
| 2012 | Hans Van Alphen                                   | Tia Hellebaut                                     | Dario De Borger                                   | Nafissatou Thiam                                  |
| 2013 | Jonathan Borlée                                   | Nafissatou Thiam                                  | Pieter-Jan Hannes                                 | Justien Grillet                                   |
| 2014 | Thomas Van Der Plaetsen                           | Nafissatou Thiam                                  | Mathias Broothaerts                               | Chloé Beaucarne                                   |
| 2015 | Philip Milanov                                    | Nafissatou Thiam                                  | Isaac Kimeli                                      | Louise Carton                                     |
| 2016 | Thomas Van Der Plaetsen                           | Nafissatou Thiam                                  | Ben Broeders                                      | Renée Eykens                                      |
| 2017 | Philip Milanov                                    | Nafissatou Thiam                                  | Simon Debognies                                   | Hanne Maudens                                     |
| 2018 | Koen Naert                                        | Nafissatou Thiam                                  | Jonathan Sacoor                                   | Elise Vanderelst                                  |
| 2019 | Bashir Abdi                                       | Nafissatou Thiam                                  | Thomas Carmoy                                     | Paulien Couckuyt                                  |
| 2020 | Non attribuito a causa della pandemia di COVID-19 | Non attribuito a causa della pandemia di COVID-19 | Non attribuito a causa della pandemia di COVID-19 | Non attribuito a causa della pandemia di COVID-19 |